# Eduard Awtandilowitsch Tjukin
Eduard Awtandilowitsch Tjukin (russisch Эдуард Автандилович Тюкин; * 19. Mai 1978 in Sterlitamak, Baschkirien) ist ein ehemaliger russischer Gewichtheber, der kurzzeitig auch für Kasachstan startete.

## Karriere
Tjukins internationale Karriere begann bereits im Jugendbereich. 1994 startete er auf der Jugendeuropameisterschaft in Ljubljana, wo er in der Klasse bis 59 kg 230,0 kg (105,0/125,0 kg) erzielte und damit Gold in allen drei Disziplinen gewann. Seinen nächsten Einsatz hatte er auf der Juniorenweltmeisterschaft 1997 in Kapstadt. Hier belegte er mit 335,0 kg (152,5/182,5 kg) in der Klasse bis 83 kg Körpergewicht erneut den ersten Platz im Zweikampf. Diesen Erfolg konnte er auch bei der Junioren-EM in Sevilla mit 332,5 kg (152,5/180,0 kg) wiederholen.
1998 startete er bei der Junioren-WM in Sofia, wo er sich erstmals geschlagen geben musste und mit 347,5 kg zu 345,0 kg im Leichtschwergewicht bis 85 kg von Sergei Schukow auf Platz zwei verwiesen wurde. Im darauffolgenden Jahr nahm Tjukin erstmals an einer Weltmeisterschaft der Senioren teil. In Athen erreichte er mit 350,0 kg (160,0/190,0 kg) im Zweikampf den 22. Platz. Sieger wurde Shahin Nasirinia aus dem Iran mit 390,0 kg.
Danach wurde Tjukin erst 2004 wieder bei internationalen Titelkämpfen eingesetzt. In Vorbereitung auf die Olympischen Spiele 2004 in Athen trat er bei den Europameisterschaften in Kiew an, wo er im Mittelschwergewicht bis 94 kg 397,5 kg (180,0/217,5 kg) im Zweikampf hob und damit Silber hinter dem Bulgaren Milen Dobrew mit 402,5 kg gewann. Zu den Olympischen Spielen konnte er sich im Reißen auf 182,5 kg steigern, scheiterte im Stoßen aber zweimal an 220,0 kg, weshalb lediglich sein Erstversuch mit 215,0 kg in die Zweikampfwertung von 397,5 kg (182,5/215,0 kg) einging. Diese Leistung brachte Tjukin die olympische Bronzemedaille hinter Dobrew mit 407,5 kg und Chadschimurat Akkajew mit 402,5 kg.
Seinen letzten internationalen Wettkampf absolvierte Tjukin mit den Weltmeisterschaften 2007 in Chiang Mai. Im Mittelschwergewicht bis 94 kg startete er für Kasachstan und konnte mit 176,0 kg im Reißen Silber gewinnen. Seine Zweikampfleistung von 386,0 kg (176,0/210,0 kg) reichte für den sechsten Platz.

## Persönliche Bestleistungen
- Reißen: 182,5 kg in der Klasse bis 94 kg bei den OS 2004 in Athen
- Stoßen: 217,5 kg in der Klasse bis 94 kg bei der EM 2004 in Kiew
- Zweikampf: 397,5 kg (180,0/217,5 kg) in der Klasse bis 94 kg bei der EM 2004 in Kiew